# Милован Степандић
Милован Степандић (Шабац, 18. децембар 1954 — Београд, 15. јануар 2020) био је српски кошаркашки тренер.

## Каријера
Степандић је првих 20 година тренерске каријере (1978-1998) провео радећи у родном Шапцу, са изузетком по једне сезоне у осјечкој Славонији и подгоричкој Будућности.
Успеси које је постизао са Ива Зорка Фармом отворили су му врата бројних клубова у Србији, па је касније тренирао Борац из Чачка, новосадску Војводину (мушкарце и жене), београдске Лавове 063 и вршачке Лајонсе.
Степандић је лета 2005. године поново преузео Борац, где је радио на развоју играча ФМП-а и бележио солидне резултате у првенству Србије. Био је и тренер ФМП-а од децембра 2008. до маја 2009.
Од 2009. до 2013. је у три наврата водио ваљевски Металац. Од 2013. до 2015. године је водио ОКК Београд.